# Gilmore City
Gilmore City è un comune degli Stati Uniti d'America, situato nello Stato dell'Iowa, diviso tra la contea di Humboldt e la contea di Pocahontas.